# Габриел Атал
Габриел Атал (на френски: Gabriel Attal) е френски политик от партия „Възраждане“, министър-председател на Франция от 9 януари до 5 септември 2024 г. Преди това е министър на образованието и младежта в правителството на премиера Елизабет Борн от юли 2023 г., прессекретар на правителството от 2020 до 2022 г. и министър на публичните действия и сметки от 2022 до 2023 г. при президента Еманюел Макрон. На 9 януари 2024 г. той е избран за министър-председател на мястото на Елизабет Борн.
Избран е за министър на образованието и младежта, а по-късно и за министър-председател на Франция на 34-годишна възраст, като така той е най-младият и първият открит бисексуален човек, заемал тази длъжност в Петата френска република. Най-младият настоящ държавен лидер в света. Определян е като „изгряваща звезда сред макронистите“ и съюзник на президента Макрон.

## Ранни години и образование
Атал е роден на 16 март 1989 г. в Кламар, Ил дьо Франс. Баща му Ив Атал е адвокат и филмов продуцент, наполовина тунизийски евреин (по бащина линия) и наполовина елзаски евреин (по майчина линия). Майката на Атал, Мария Александровна де Курис, има френски и гръцко-украински корени. Нейните предци са живели дълги години в Украйна близо до Одеса, където са имали свое имение с великолепен замък, чийто основател е нейният прадядо Иван Онуфрийович Курис. Иван Курис е женен за Уляна Ивановна Ханенко от семейството на хетмана на Запорожката армия Михайло Ханенко, чиято майка София Ивановна Хорленко се оказва правнучка на хетман Данила Апостол. Габриел Атал, както всички негови предци, е кръстен в православието. Израства в семейство с три сестри. На 13 – 14 септември 2024 г. Габриел Атал посещава Украйна за първи път. Заедно с майка си Мери дьо Курис посещават Киев, Одеса и с Курисове, където в старинното родово имение почитат паметта на техните предци.
Атал посещава частното училище Alsacienne в 6-ти район на Париж. Политическата му дейност започва с участие в младежките протести през 2006 г. във Франция. След като започва обучението си в института за политически науки в Париж през 2007 г., той създава комитет в подкрепа на Ингрид Бетанкур, френско-колумбийска заложница, държана от ФАРК. Завършва института за политически науки в Париж през 2012 г. с магистърска степен по връзки с обществеността и учи право в университета „Париж-Пантеон-Асас“ от 2008 до 2011 г., като прекарва една година (2009 – 2010 г.) в работа с Ерик де Шаси, директор на Френската академия в Рим.

## Политическа кариера
След стаж във френското Национално събрание по време на президентската кампания през 2012 г., Атал работи 5 години като съветник на министъра на здравеопазването, където отговаря за парламентарната връзка и писането на речи.
На общинските избори през 2014 г. Атал заема пето място в листата на Социалистическата партия. Той а избран за един от четиримата съветници на Социалистическата партия във град Ванве и оглавява опозицията след оставката на водача на социалистическата листа.
Атал е избран във Френското национално събрание на 18 юни 2017 г., представлявайки 10-ти избирателен район на О дьо Сен, побеждавайки Андре Сантини.
Назначен е за прессекретар на партия „Възраждане“ през януари 2018 г. и през септември 2018 г. След избирането на Ришар Феран за президент на Националното събрание, той се кандидатира за негов наследник на партия „Възраждане“, но оттегля кандидатурата си същия ден преди изборите, когато е смятан за един тримата фаворити. По-късно подкрепя Ролан Лескюр.
На 16 октомври 2018 г. Атал е назначен за държавен секретар (младши министър) на министъра на националното образование и младежта Жан-Мишел Бланкер. На 29 години той е най-младият член на правителството по време на Петата република, като подобрява с няколко месеца предишния рекорд, поставен от Франсоа Баруен през 1995 г. Той отговаря за въпросите на младежта и създаването на обща национална служба.
През юли 2023 г. Атал е назначен за министър на националното образование и младежта при промените в правителството на Франция през 2023 г. На 34 години той става най-младият човек, заемал тази длъжност по време на Петата република. На тази позиция той обявява забрана на повечето религиозни символи във френските държавни училища, които вече включват християнски кръстове, еврейски статуи и ислямски забрадки.
След оставката на Елизабет Борн като министър-председател на 8 януари 2024 г., медийни източници обявяват Атал за фаворит за неин наследник. Назначаването му за министър-председател е обявено на 9 януари. На 34-годишна възраст той става най-младият и първият открит бисексуален човек, заемал този пост във Франция. През юли 2024 г. става известно, че Атал планира да подаде оставка след втория тур на парламентарните избори във Франция.

## Личен живот
Атал е бисексуален и е живял в граждански съюз със Стефан Сежурне, член на Европейския парламент от „Възраждане“. Връзката им приключва през 2022 г. Атал казва, че е бил подложен на хомофобски тормоз в училище. През 2018 г. бившият му съученик Хуан Бранко пише за него в Туитър, описвайки как Габриел е бил обект на хомофобски и антисемитски тормоз.